# Алехандро Гарсія-Санхуан
Алехандро Гарсія-Санхуан (ісп. Alejandro Garcia-Sanjuan) — іспанський історик-медієвіст, арабіст, ісламознавець, дослідник мусульманської Іспанії та Реконкісти. Доктор філософії (Севільський університет, 1998). Професор Уельвського університету. Один із істориків-ревізіоністів, який ставить під сумнів тези традиційної історіографії про визначальну роль Реконкісти у формуванні іспанської державності; наголошує на суттєвому впливі ісламу та арабської культури у становленні іспанського народу.

## Праці

### Монографії
- Garcia Sanjuan, A. La Huelva islámica, una ciudad del Occidente de al- Andalus (siglos VIII—XIII). Universidad de Sevilla, 2002.
- Garcia Sanjuan, A. Hasta que Dios herede la tierra: Los bienes habices en al-Andalus (siglos X al XV), Universidad de Huelva, 2002.
- Garcia Sanjuan, A. Till God Inherits the Earth: Islamic Pious Endowments in al-Andalus (9-15th Centuries) (The Medieval and Early Modern Iberian World, Volume: 31), Brill, 2006.
- Garcia Sanjuan, A. La conquista islámica de la Península Ibérica y la tergiversación del pasado: Del catastrofismo al negacionismo, Marcial Pons, 2013.
- Garcia Sanjuan, A. Coexistencia y conflictos. Minorías religiosas en la península ibérica durante la Edad Media. Universidad de Granada, 2015.

### Статті
- García Sanjuán, Alejandro. 'Abd Allah b. Muhammad b. Maslama b. al-Aftas [Архівовано 23 липня 2020 у Wayback Machine.] // Diccionario Biográfico Español... Madrid: Real Academia de la Historia, 2009. Vol. 1.